# Georges Darboy
Georges Darboy (ur. 16 stycznia 1813 w Fayl-Billot  – zm. 24 maja 1871 w Paryżu) – francuski duchowny katolicki, biskup Nancy w latach 1859–1863, arcybiskup Paryża od 1863. W 1871 znalazł się w grupie prominentnych zakładników Komuny Paryskiej, zamordowanych przez komunardów w momencie jej upadku.

## Życiorys
Jerzy Darboy urodził się 16 stycznia 1813 w miejscowości Fayl-Billot w departamencie Haute-Marne w północno-wschodniej Francji. Był synem ubogiego mieszczanina. Pierwsze nauki pobierał w rodzinnym miasteczku. Od 1831 roku studiował w seminarium w Langres, wyświęcony został w dniu 17 grudnia 1836. Po święceniach pracował jako wikariusz w St. Dizier. 
W 1840 roku został powołany na profesora filozofii do seminarium w Langres. W następnym roku otrzymał katedrę Pisma Świętego, a następnie katedrę teologii dogmatycznej. W 1845 roku przetłumaczył z oryginału dzieło św. Dionizego Areopagity, co otworzyło mu drogę do przyszłych godności.
Przeniesiony w 1846 roku do Paryża, objął między innymi urząd honorowego kanonika katedry Notre Dame. Stał się bliskim przyjacielem arcybiskupa Denisa Auguste'a Affre oraz jego następcy, Marie Dominique'a Auguste'a Siboura.
Mianowany biskupem Nancy w 1859, zaś w styczniu 1863 wyniesiony do godności arcybiskupa Paryża.
Arcybiskup Darboy znany był ze swoich kontrowersyjnych w środowiskach kościelnych poglądów. Pozostawał on pod wpływem filozofii gallikanizmu i liberalizmu, sprzeciwiał się ogłoszeniu dogmatu o nieomylności papieża. Było to przyczyną niechęci wobec jego osoby ze strony papieża i pozbawiło go szans na uzyskanie tradycyjnie nadawanej arcybiskupom Paryża godności kardynalskiej. Brał udział w obradach Soboru watykańskiego I.

## Działalność naukowa
Napisał kilka prac naukowych:
- Niewiasty Biblijne Paryż 1846,
- O wolności i przyszłości rzeczypospolitej francuskiej Paryż 1850,
- List do księdza Combalot Paryż 1851,
- Nowy list do księdza Combalot Paryż 1851,
- Naśladowanie Jezusa Chrystusa Paryż 1852,
- Chrystus, Apostołowie i Prorocy Paryż 1856,
- Jeruzalem, Ziemia Święta Paryż 1856,
- Statystyka religijna diecezji paryskiej Paryż 1856,
- Historia św. Tomasza Becket Paryż 1858,
- listy pasterskie,
- artykuły.

## Śmierć
W dniu 3 kwietnia 1871 roku znalazł się w grupie prominentnych zakładników Komuny Paryskiej, zamordowanych przez komunardów w momencie jej upadku, w dniu 24 maja 1871 roku. Ciało złożono w masowej mogile na cmentarzu Père la Chaise. Już po upadku Komuny, dnia 7 czerwca 1871 roku odbył się godny arcybiskupa pogrzeb w paryskiej katedrze Notre-Dame.